# Juha Ahokas
Juha Matti Ahokas (ur. 18 września 1969 w Kokkoli) – fiński zapaśnik walczący w stylu klasycznym. Czterokrotny olimpijczyk. Siódmy w Barcelonie 1992; czternasty w Atlancie 1996; siedemnasty w Atenach 2004, a odpadł w eliminacjach w Seulu 1988. Walczył w kategorii plus 100 – 130 kg.
Czwarty na mistrzostwach świata w 1995. Zdobył cztery medale na mistrzostwach Europy, w tym złoty w 2003. Pierwszy w Pucharze Świata w 1993. Sześciokrotny medalista mistrzostw nordyckich w latach 1989 – 2003.